# Граф Дракула (фильм)
«Граф Дракула» (нем. Nachts, wenn Dracula erwacht) — готический фильм ужасов 1970 года режиссёра Хесуса Франко. Картина основана на романе Брэма Стокера Дракула.

## Сюжет
Лондонский агент по недвижимости Джонатан Харкер прибывает в Трансильванию в дом Дракулы для того, чтобы уладить необходимые юридические дела, предвещающие переезд Дракулы в Великобританию. Уже перед поездкой многие люди, узнав пункт назначения Харкера, предостерегают его от возможной опасности. С приездом в замок Дракулы Харкер почти сразу же обнаруживает определённые странности графа, а на следующий день, спустившись в подвал, находит последнего лежащим в гробу. В дальнейшем Харкер, осознав реальную опасность нахождения в замке, пытается бежать, но попадает в больницу Абрахама Ван Хельсинга, которая находится в Будапеште.
Большую часть времени Джонатан Харкер проводит без сознания, но иногда просыпается от кошмаров и с криками о вампирах. В этой же больнице находится душевнобольной Ренфилд, который твердит о пришествии его повелителя. Вскоре к Харкеру приезжают его невеста Мина и подруга Мины Люси.

## В ролях
- Кристофер Ли — Граф Дракула
- Херберт Лом — Абрахам Ван Хельсинг
- Клаус Кински — Ренфилд
- Соледад Миранда — Люси Вестенра
- Мария Ром — Мина Харкер
- Фред Уильямс — Джонатан Харкер
- Пол Мюллер — доктор Сьювард
- Джек Тейлор — Квинси Моррис

## Факты
- Из-за различия графиков работы актёров Кристофера Ли и Херберта Лома, они ни разу не встретились на съёмочной площадке, а сцены с их участием снимались раздельно.